# Uffelse Molen
De Uffelse Molen (Limburgs: Uffelse Meule) is een onderslag watermolen in Haler in de Nederlandse provincie Limburg, ongeveer halverwege tussen Stramproy en Neeritter, bij de buurtschap Uffelse. De molen ligt aan de Abeek (of Ghoorbeek), lokaal bekend als de Uffelse Beek. Sinds de jaren 60 van de 20e eeuw is het stukje beek bij de molen gekanaliseerd. Bij de kanalisatie zijn de waterrechten afgekocht en is de waterkrachtaandrijving van de molen buiten bedrijf gesteld. Op hetzelfde moment is een nieuwe meng/maalinstallatie geplaatst, aangedreven door onder andere een oude dieselmotor. Waterkracht was niet meer nodig. 

## Geschiedenis
De Uffelse Molen is de oudste banmolen in het voormalige gebied Kessenich. Hij stamt uit de 13e of 14e eeuw en maakte deel uit van een boerderij naast de molen. In 1726 zijn de boerderij en de molen tot op de grond afgebrand en vervolgens weer opgebouwd. Het merendeel van de gebouwen dateert van na de brand in 1726. In het begin van de 19e is van de origine langgevel boerderij uitgebreid met een uitbouw aan de Sniekstraat zijde. Deze werd in 1888 door brand - na een blikseminslag - gedeeltelijk verwoest en vervolgens herbouwd in de huidige vorm met zadeldak. Eind 1800 waren de muren van de molen zo slecht dat deze opnieuw moest worden opgetrokken. De muren, oorspronkelijk opgetrokken uit baksteen met speklagen van mergel, werden vervangen door eenvoudig metselwerk. Overigens zijn de oude speklagen nog deels zichtbaar. Begin 1900 is het houten rad vervangen door het huidige metalen rad.
Aan het einde van de jaren 30 van de 20e eeuw werd een koppel maalstenen verwijderd en werd een van de twee resterende koppels verbonden met een dieselmotor. Het derde koppel bleef op waterkracht werken tot de afkoop van waterrechten in 1961 een eind hieraan maakte.
Het maalbedrijf werd gemechaniseerd en de molenstenen maakten plaats voor een hamermolen, die door een dieselmotor werd aangedreven. In 1983 werd het maalbedrijf beëindigd.
De huidige eigenaar heeft in de periode 2007 - 2016 het molencomplex inclusief kapel nagenoeg volledig en zoveel mogelijk in oorspronkelijke staat gerestaureerd. Daartoe ook de complete meng/maalinstallatie. De molen is derhalve weer maalvaardig. Zij het niet op waterkracht, maar met een hamermolen aangedreven door een stationair diesel motor uit 1939 en de menginstallatie door een elektromotor met diverse riemoverbrengingen. Het is de bedoeling het buitenaanzicht met waterrad en sluisverdeelwerk te restaureren zodat het oorspronkelijke aanzicht in ere wordt hersteld. Het is niet de bedoeling en ook niet mogelijk om de molen weer op waterkracht te laten draaien. Wel is het de bedoeling van het waterschap de beek ter hoogte van de molen in de nabije toekomst weer te laten meanderen.